# Canvey Island Football Club
Maillots
Dernière mise à jour : 29 mai 2025.
Le Canvey Island Football Club est un club de football anglais fondé en 1926 et basé à Canvey Island.

## Repères historiques
- Le club est fondé en 1926.

## Palmarès
- FA Trophy :
  - Vainqueur : 2001
  - Finaliste : 2004

## Anciens joueurs
- Jason Dozzell
- Perry Groves